# 倪海廈
倪海廈（1954年—2012年1月31日），美國中醫師，生於台灣，籍貫浙江瑞安，中華民國及美國雙國籍，在美國創辦漢唐經方中醫診所，曾任美國加州中醫藥大學博士指導教授與美國漢唐中醫學院院長。除了中醫之外，他也擅長命理、占卜、風水等，曾以化名梵宇龍教授天文地理。一生致力於發揚中醫學與中國文化，自許為經方派現代繼承者。雖強烈批判西方醫學，但不在外人面前評論溫病學派爭議。

## 生平
自稱年少時夢想做搖滾吉他手，一次偶然的機遇，根據《醫宗金鑒》將姐姐婦科疾病治愈而與中醫結緣。
東吳大學政治學系畢業後，早年在台北金山南路算命看相，但並未擁有中華民國的合格中醫師執照。1980年隨家人移民美國佛羅里達州，隨後開設漢唐中醫學院與漢唐中醫診所，於其個人網站上自述治好許多西醫所謂不治之症， 被許多人稱為“最後的希望”。
1992年在美國佛羅里達州開業并創立漢唐中醫診所，並在1995年創辦漢唐中醫學院，2010成立台北漢唐經方中醫診所，2011成立深圳漢唐經方中醫館。
倪海廈醫師畢生致力於傳承與發揚中醫經方，運用網頁診療日誌與文章、開授人紀班、撰寫人紀書籍與出版DVD、師徒制美國佛州臨床跟診、定期舉辦現職醫師在職教育研討課程，並到各地開課演講，期望能讓全世界更多人認識與學習經方。人紀分別為針灸篇、內經篇、神農本草篇、傷寒篇、金匱篇共五篇。
倪海廈醫師於2000年到2003年受美國佛州州長任命，擔任佛州針灸委員會委員及副主席，並大力協助內布拉斯加州通過針灸法案，榮獲中華民國政府僑委會張富美主席頒發海外優秀華人獎。2009年10月於上海中醫藥大學扶陽論壇擔任主要講者，引起不少大陸中醫界的迴響。2010年9月應斯坦福大學教授學者孟懷縈及李宗恩的邀請到硅谷演講，並由台灣大學校友會及中國工程師學會協辦，吸引一千兩百多位聽眾参加，受到中文媒體的大力關注，台灣遠見雜誌於2010年10月刊登「矽谷高科技華人迷中醫」一文。

## 師承
根據《人紀》針灸篇DVD及2009.12.26大陸《中國之聲國學堂》廣播節目〈中國文化太美〉系列中，倪海廈與梁冬的對話表示，他師承周左宇醫師與徐濟民醫師。
軼事
倪海廈年少時即由家人帶領下，拜周左宇醫師為師。
倪海廈弟子指出，早年倪海廈跟周左宇醫師學習中醫時，周醫師尚未在台北易經學會開班，因此周左宇醫師的台北易經學會針灸班多數學生並不知道倪海廈。
但有矽谷工程師來台時拜見周左宇醫師時，周醫師特地問起美國倪海廈醫師，並當場稱讚倪海廈為他早年的高徒。

## 教學
倪海廈醫師於西元1988年，在台北當時的林務局宿舍開班授課，傳授紫微斗數和陽宅風水，總共開設三期，前兩期名稱為「天文地理班」後為《天紀》。八十年開始教授「針灸」、「傷寒論」、「金匱要略」共計兩期。早年的學生包括律師、檢察官、廣告界、商人等非漢醫人士，也有西醫體系的麻醉科醫師。西元2005年，倪海廈醫師開始第二次的漢醫教學，課程名稱正式命名為《人紀》，意即人體生理運行的規律。每隔幾個月從美國飛回台灣臺北，當面授課，並拍攝成《人紀》DVD，分成針灸、黃帝內經、神農本草經、傷寒論、金匱要略五個部分。《人紀》DVD開始販售後，凡購買整套《人紀》DVD的人，可以提出申請到倪海廈醫師診所跟診，倪海廈醫師審核的標準不詳，每次只有少數20～30個申請人被接受，每次跟診時間不等，從一星期到一個月，有少數學生長期跟診。
倪海廈醫師其學生眾多，遍及世界各地，包括許多中西醫、科技人、文化人、中國中科院院士、台灣中研院院士、美國國家學院院士等等，較為人知的如中國廣西中醫藥大學博士班導師《思考中醫》作者劉力紅教授、美國工程學院院士孟懷縈教授、史丹佛大學學者李宗恩博士等。

## 死因
2012年1月29日夜晚在台北家中昏迷，送台北醫學大學附屬醫院急救，2012年1月31日於台北醫學大學醫院病逝，診斷是心肺衰竭。沒有舉行公開葬禮，只有對親朋好友及學生舉行追思音樂會，追思會由倪海廈兒子及學生李宗恩主持。
關於倪海廈醫師的死因，外界傳言不一，倪海廈醫師的家人只宣稱倪先生在睡夢中過世，並非死於任何癌症。因病人隱私，該消息無法由家屬以外的人所證實。倪海廈醫師幾位重要弟子則表示倪先生是因過度勞累而去世，因是急性瘁死，有可能是急性心臟病發作：早在教授《天紀》時，倪海廈醫師就已經告訴學生他五十九歲有個大劫，大小二限合很難躲掉。因而倪海廈醫師最終未能完成《地紀》的撰寫。

## 爭議
在漢唐中醫中文網站及其影片中，倪海厦提出了众多有悖于常識的看法。正因如此，倪海厦在網路上广受争议，如：
咖啡為強酸並造成胃癌 （页面存档备份，存于）
血癌是吃西藥造成，且四周完治血癌 （页面存档备份，存于）
子宮頸癌成因是因為月經積在子宮頸所造成 （页面存档备份，存于）
帕金森氏症由西藥所引起 （页面存档备份，存于）這裡請搜尋梁冬對話倪海廈《字幕版》國學堂｜全7講，時間約莫從22分:30秒開始  ；
糖尿病足的成因是因為西藥讓血糖沉在腳底 （页面存档备份，存于）糖尿病足沉積的說法在youtuber尋找 "人紀  針灸22"可以看到時間大概在18:30開始
找到牛奶致癌的確實證據 （页面存档备份，存于）
撞背强心 （页面存档备份，存于）

## 外部連結
- 漢唐中醫全球推廣網
- [Chinese Traditional Medical Association （失效链接）] []